# Segunda Divisão Espanhola de 2015–16
A Segunda Divisão Espanhola de 2015–16, também conhecida por motivos publicitários como Liga Adelante, foi a 85.ª edição do segundo nível do campeonato espanhol.

## Sistema de competição
A Segunda Divisão da Espanha 2015-16 foi organizado pela Liga Nacional de Fútbol Profesional (LFP).
Como nas temporadas anteriores, a competição foi composta por 22 clubes em toda a Espanha. Seguindo um sistema de pontos corridos, as 22 equipes se confrontaram em um formato de todos contra todos em jogos de ida e volta totalizando 42 partidas. A ordem dos jogos foi decidida por sorteio realizado antes do início da competição.
A classificação final foi estabelecida de acordo com a soma dos pontos ganhos em cada confronto, três para uma vitória, um por um empate e nenhum em caso de derrota. Se duas equipes se igualarem em pontos no final do campeonato, os critérios para desempatar a classificação são os seguintes:
1. Saldo de gols no confronto direto.
2. Saldo de gols em todas as partidas do campeonato.

Se três ou mais equipes estiverem empatadas em pontos, os critérios de desempate são:
1. Melhor pontuação no confronto direto entre os clubes envolvidos.
2. Saldo de gols no confronto direto entre os clubes envolvidos.
3. Saldo de gols em todas as partidas do campeonato.
4. O maior número de golos marcados considerando todos os jogos do campeonato.
5. O melhor clube classificado nos escalas de fair play.

## Mudança de times
| Pos. | Promovidos à Primeira Divisão |
| ---- | ----------------------------- |
| 1º   | Betis                         |
| 2º   | Sporting Gijón                |
| 4º   | Las Palmas (Play-offs)        |

| Pos. | Rebaixados da Primeira Divisão |
| ---- | ------------------------------ |
| 13º  | Elche                          |
| 19º  | Almería                        |
| 20º  | Córdoba                        |

| Pos.    | Promovidos da Terceira Divisão |
| ------- | ------------------------------ |
| 1º G. 1 | Real Oviedo                    |
| 1º G. 3 | Gimnàstic                      |
| 1º G. 2 | Huesca                         |
| 2º G. 2 | Bilbao Athletic                |

| Pos. | Rebaixados à Terceira Divisão |
| ---- | ----------------------------- |
| 19º  | Racing Santander              |
| 20º  | Recreativo de Huelva          |
| 21º  | Sabadell                      |
| 22º  | Barcelona B                   |

## Equipes Participantes
| Equipe          | Cidade                 | Estádio                   | Capacidade |
| --------------- | ---------------------- | ------------------------- | ---------- |
| Alavés          | Vitoria-Gasteiz        | Mendizorroza              | 19840      |
| Albacete        | Albacete               | Carlos Belmonte           | 17300      |
| Alcorcón        | Alcorcón               | Santo Domingo             | 7000       |
| Almería         | Almeria                | Juegos Mediterráneos      | 21350      |
| Bilbao Athletic | Bilbau                 | San Mamés                 | 53289      |
| Córdoba         | Córdova                | Nuevo Arcángel            | 21822      |
| Elche           | Elche                  | Manuel Martínez Valero    | 36017      |
| Gimnàstic       | Tarragona              | Nou Estadi                | 16600      |
| Girona          | Girona                 | Montilivi                 | 9282       |
| Huesca          | Huesca                 | El Alcoraz                | 5500       |
| Leganés         | Leganés                | Butarque                  | 10958      |
| Llagostera      | Llagostera             | Palamós                   | 3724       |
| Lugo            | Lugo                   | Anxo Carro                | 7840       |
| Mallorca        | Palma de Maiorca       | Iberostar                 | 23142      |
| Mirandés        | Miranda de Ebro        | Anduva                    | 6000       |
| Numancia        | Sória                  | Nuevo Los Pajaritos       | 6000       |
| Osasuna         | Pamplona               | Reyno de Navarra          | 19800      |
| Ponferradina    | Ponferrada             | El Toralín                | 8800       |
| Real Oviedo     | Oviedo                 | Novo Carlos Tartiere      | 29862      |
| Tenerife        | Santa Cruz de Tenerife | Heliodoro Rodríguez López | 23660      |
| Valladolid      | Valladolid             | José Zorilla              | 26512      |
| Zaragoza        | Saragoça               | La Romareda               | 34596      |

## Classificação
Atualizado em 5 de junho de 2016
| Pos | Equipes         | Pts | J  | V  | E  | D  | GM | GS | SG  | Classificação ou rebaixamento               |
| --- | --------------- | --- | -- | -- | -- | -- | -- | -- | --- | ------------------------------------------- |
| 1   | Alavés          | 75  | 42 | 21 | 12 | 9  | 49 | 35 | +14 | Promoção à La Liga de 2016–17               |
| 2   | Leganés         | 74  | 42 | 20 | 14 | 8  | 59 | 34 | +25 | Promoção à La Liga de 2016–17               |
| 3   | Gimnàstic       | 71  | 42 | 18 | 17 | 7  | 57 | 41 | +16 | Classificação para os play-offs             |
| 4   | Girona          | 66  | 42 | 17 | 15 | 10 | 46 | 28 | +18 | Classificação para os play-offs             |
| 5   | Córdoba         | 65  | 42 | 19 | 8  | 15 | 59 | 52 | +7  | Classificação para os play-offs             |
| 6   | Osasuna         | 64  | 42 | 17 | 13 | 12 | 47 | 40 | +7  | Classificação para os play-offs             |
| 7   | Alcorcón        | 64  | 42 | 18 | 10 | 14 | 48 | 44 | +4  |                                             |
| 8   | Zaragoza        | 64  | 42 | 17 | 13 | 12 | 50 | 44 | +6  |                                             |
| 9   | Real Oviedo     | 59  | 42 | 16 | 11 | 15 | 52 | 51 | +1  |                                             |
| 10  | Numancia        | 57  | 42 | 13 | 18 | 11 | 57 | 51 | +6  |                                             |
| 11  | Elche           | 57  | 42 | 13 | 18 | 11 | 40 | 46 | –6  |                                             |
| 12  | Huesca          | 55  | 42 | 14 | 13 | 15 | 48 | 49 | –1  |                                             |
| 13  | Tenerife        | 55  | 42 | 13 | 16 | 13 | 45 | 46 | –1  |                                             |
| 14  | Lugo            | 54  | 42 | 13 | 15 | 14 | 44 | 50 | –6  |                                             |
| 15  | Mirandés        | 52  | 42 | 13 | 13 | 16 | 55 | 56 | –1  |                                             |
| 16  | Valladolid      | 51  | 42 | 12 | 15 | 15 | 47 | 52 | –5  |                                             |
| 17  | Mallorca        | 49  | 42 | 12 | 13 | 17 | 39 | 45 | –6  |                                             |
| 18  | Almería         | 48  | 42 | 10 | 18 | 14 | 44 | 51 | –7  |                                             |
| 19  | Ponferradina    | 47  | 42 | 12 | 11 | 19 | 39 | 54 | –15 | Zona de Rebaixamento à Segunda B de 2016-17 |
| 20  | Llagostera      | 44  | 42 | 12 | 8  | 22 | 44 | 54 | –10 | Zona de Rebaixamento à Segunda B de 2016-17 |
| 21  | Albacete        | 39  | 42 | 10 | 9  | 23 | 39 | 61 | –22 | Zona de Rebaixamento à Segunda B de 2016-17 |
| 22  | Bilbao Athletic | 32  | 42 | 8  | 8  | 26 | 35 | 59 | –24 | Zona de Rebaixamento à Segunda B de 2016-17 |

## Play-offs
|  | Semifinais | Semifinais | Semifinais | Semifinais |   |        | Final | Final | Final | Final |
|  |            |            |            |            |   |        |       |       |       |       |
|  | Girona     | 1          | 3          | 4          |   |        |       |       |       |       |
|  | Córdoba    | 2          | 1          | 3          |   |        |       |       |       |       |
|  | Córdoba    | 2          | 1          | 3          |   | Girona | 1     | 0     | 1     |       |
|  |            |            |            |            |   | Girona | 1     | 0     | 1     |       |
|  |            | Osasuna    | 2          | 1          | 3 |        |       |       |       |       |
|  | Gimnàstic  | Osasuna    | 2          | 1          | 3 | 1      | 2     | 3     |       |       |
|  | Gimnàstic  |            |            |            |   | 1      | 2     | 3     |       |       |
|  | Osasuna    | 3          | 3          | 6          |   |        |       |       |       |       |

## Artilheiros
Atualizado em 5 de junho de 2016
| Pos. | Jogador         | Equipe                 | Gols |
| ---- | --------------- | ---------------------- | ---- |
| 1    | Sergio León     | Elche                  | 22   |
| 2    | Florin Andone   | Córdoba                | 21   |
| 3    | David Rodríguez | Alcorcón               | 19   |
| 4    | Toché           | Real Oviedo            | 18   |
| 5    | José Naranjo    | Gimnàstic de Tarragona | 15   |
| 5    | Quique          | Almería                | 15   |
| 5    | Juan Villar     | Valladolid             | 15   |
| 8    | Nano            | Tenerife               | 14   |